# Indulge the passion
Indulge the passion is een studioalbum van Picture Palace Music. Het album bevat muziek dat is opgenomen in vier verschillende geluidsstudio's te Berlijn, Qualitz en Wenen gedurende de jaren 2010 tot en met 2012.

## Musici
- Thorsten Quaeschning – synthesizers, percussie, gitaar
- Jurgen Heideman – percussie (1, 2, 8)
- Vincent Nowak – percussie (1, 4, 6, 7, 8)
- Tommy Betzler – gong (1, 7, 8)
- Kai Hamushka – percussie (2, 3, 4, 5, 6, 7, 8, 9)
- Nadine Gomez – viool (2)
- Vanessa O – cello (2)
- Sacha Beator – synthesizer, gitaar (3, 4, 6)
- David See – elektrische mandoline (3. 6
- Djirre – elektrische gitaar (4, 6, 7, 8, 9)
- Stpehen Mortimer – akoestische gitaar (4)
- Throsten Spiller – akoestische gitaar (4)

## Muziek
| Nr. | Titel                                                             | Duur |
| --- | ----------------------------------------------------------------- | ---- |
| 1.  | Immortals hours and passion flowers (Quaeschning, Heidemann)      |      |
| 2.  | The rose and the cross (Quaeschning)                              |      |
| 3.  | Separate existence (Beator)                                       |      |
| 4.  | Speaking stillness in the rose-flushed-snow (Quaeschning, Beator) |      |
| 5.  | Beatific vision (Quaeschning)                                     |      |
| 6.  | Fiery mountain of the stars (Beator)                              |      |
| 7.  | Passion of regret (Quaeschning)                                   |      |
| 8.  | Compass me (Quaeschning)                                          |      |
| 9.  | Continuous aspriration (Quaeschning)                              |      |